# Rossberg
Rossberg är ett berg i Österrike.   Det ligger i distriktet Zell am See och förbundslandet Salzburg, i den centrala delen av landet, 300 km väster om huvudstaden Wien. Toppen på Rossberg är 1 733 meter över havet.
Terrängen runt Rossberg är bergig söderut, men norrut är den kuperad. Närmaste större samhälle är Westendorf, 18,4 km norr om Rossberg. 
Trakten runt Rossberg består i huvudsak av gräsmarker. Runt Rossberg är det ganska glesbefolkat, med 34 invånare per kvadratkilometer.